# 维特蒙德
维特蒙德（德語：Wittmund，發音：[ˈvɪtˌmʊnt] ⓘ）是德国下萨克森州维特蒙德县的城市，也是维特蒙德县的县治，面积210.16平方千米，2023年12月31日人口为20,835人。